# Antoni Bou i Mena
Antoni Bou i Mena   (Piera, 17 d'octubre de 1986), conegut com a Toni Bou, és un pilot de trial català. Ha assolit 37 títols de campió del món de trial (18 a l'aire lliure i 19 en la modalitat de pista coberta), fet que el situa com al pilot amb més títols de la història d'aquest esport, per davant de Dougie Lampkin (que en té 7 a l'aire lliure i 5 en pista coberta) i de Jordi Tarrés amb 7 a l'aire lliure. Al mateix temps, els seus trenta-set títols mundials superen els que ostenta Laia Sanz (14 de trial femení i 6 d'enduro) i l'antic rècord de quinze campionats mundials de motociclisme que havia ostentat durant anys Giacomo Agostini.
Pel que fa al trial per equips estatals, ha format part de l'equip espanyol i ha obtingut la victòria en totes les edicions del Trial de les Nacions en què ha participat des del 2005 al 2024 i al Trial de les Nacions Indoor des del 2006 al 2025. A banda, ha guanyat onze campionats d'Espanya a l'aire lliure i cinc d'indoor entre el 2006 i el 2019, l'últim any que hi participà. Toni Bou corre amb l'equip oficial Repsol Montesa HRC.

## Carrera esportiva

### Primers anys
Toni Bou va néixer el 17 d'octubre de 1986, el mateix dia que Barcelona era designada seu dels Jocs Olímpics d'Estiu de 1992. La seva relació amb el trial es va iniciar a quatre anys, quan li van regalar una moto elèctrica per poder practicar aquesta activitat amb el seu pare, Antoni Bou. Tot i així, els seus primers èxits van ser amb la bicicleta, competint en biketrial. El 1994 va assolir per primera vegada el Campionat de Catalunya en aquesta modalitat i va arribar a guanyar-ne el campionat del Món en categoria Minime l'any 2000.
Toni Bou començà a competir en trial en motocicleta el 1999, en què obtingué el primer lloc al campionat de Catalunya en categoria Cadet a l'edat de dotze anys. Fins als catorze va compaginar les competicions en moto i bicicleta, per posteriorment centrar-se en la moto. Competint amb la Beta va aconseguir ben aviat els seus primers èxits: el 2001 fou campió d'Espanya en categoria Júnior i el 2002 fou campió d'Europa juvenil en la cilindrada de 250 cc.

### Al mundial de trial

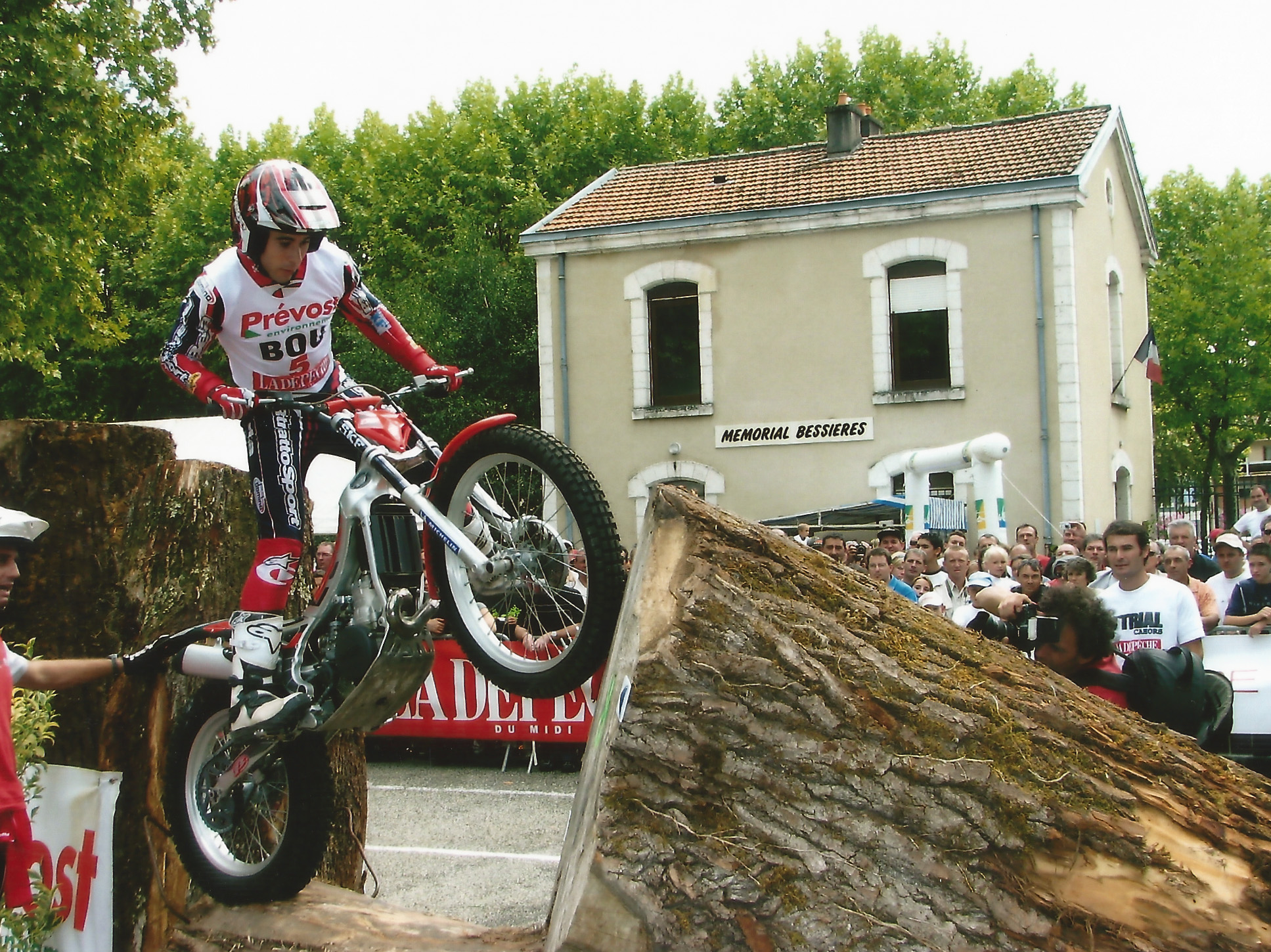
Toni Bou amb la Beta el 2006

El seu debut al Campionat del Món fou l'any 2003, en què acabà en la tretzena posició final, a més de guanyar el Campionat d'Europa (el mateix any que la seva germana Gemma, dos anys més gran, guanyà el mundial de biketrial en categoria Fèmina). Les temporades del 2005 i 2006 va obtenir sengles cinquens llocs finals al mundial de trial, esdevenint així el millor pilot de Beta en aquest campionat. També fou el millor d'aquesta marca al mundial en pista coberta, on acabà en el setè i tercer lloc respectivament. El 2006, a més, va obtenir la seva primera victòria tant al mundial en pista coberta (a Sheffield, Anglaterra, el 7 de gener) com a l'aire lliure (el trial d'Espanya, celebrat a Nigrán el 2 d'abril). Poc després en va obtenir alguna altra, entre elles la seva primera victòria al Trial Indoor de Barcelona –era el primer any que hi participava– una prova que ha guanyat un total de 18 vegades a data del 2025. Finalment, el 2006 es va proclamar també campió d'Espanya en la categoria absoluta per primer cop.
De cara al 2007 canvià de marca i fitxà per Montesa Honda, on passà a pilotar la Cota 4RT al costat de Dougie Lampkin i el japonès Takahisa Fujinami. La seva entrada a l'equip de la marca catalana fou determinant, ja que a partir del primer any va encetar l'etapa del seu regnat indiscutible dins el trial internacional. Els anys 2007 i 2008 fou el gran dominador dels campionats del món i els va guanyar tant en la competició a l'aire lliure com en la de pista coberta.
L'any 2009 tancà un any impecable en guanyar els cinc principals títols en joc, incloent el campionat del món i d'Espanya, tant en pista coberta com a l'aire lliure, i el Trial de les Nacions, fet que únicament Adam Raga havia assolit anteriorment, en la temporada 2005.

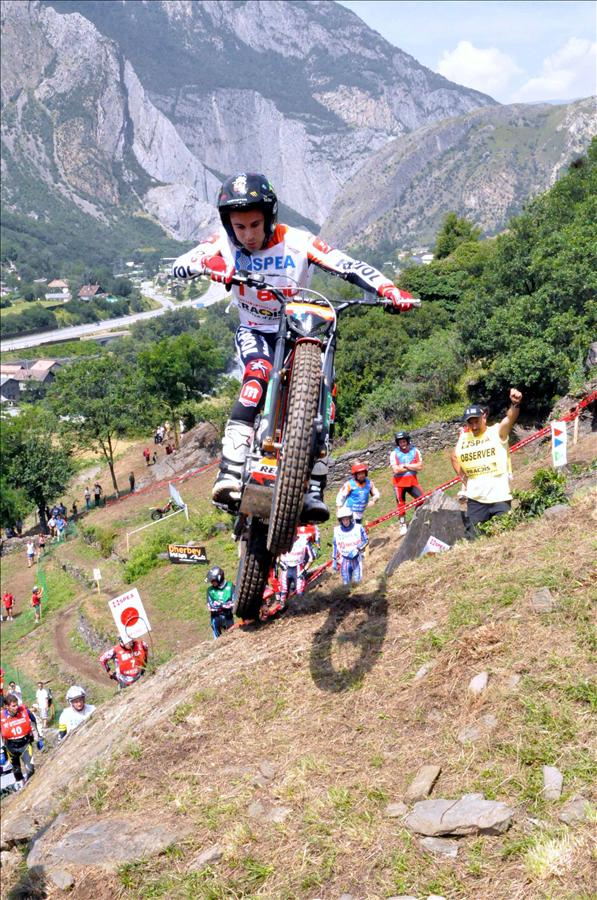
Toni Bou amb la Cota 4RT el 2010

El 25 de juliol de 2010 va guanyar el seu quart títol consecutiu de campió del món a l'aire lliure, i a més ho arrodoní amb una nova victòria al Gran Premi d'Itàlia, penúltima prova puntuable de la temporada. Bou en tenia prou d'acabar cinquè per assegurar-se el títol, però no va especular i s'emportà el triomf després de fer la millor puntuació en les dues voltes al recorregut. Adam Raga fou segon a Itàlia i ocupà també la segona posició de la general per davant de Takahisa Fujinami. Malgrat que tota la temporada fou complicada degut a un canvi de reglament, Bou guanyà 7 de les primeres 10 proves del mundial.
El 12 de març de 2011 es proclamà campió del món en pista coberta per cinquè any consecutiu, després d'imposar-se en les cinc proves disputades en la temporada. El 4 de setembre del mateix any es proclamà campió del món a l'aire lliure també per cinquè any consecutiu, després d'imposar-se en set de les onze proves disputades en la temporada. Per acabar d'arrodonir l'any, al novembre aconseguí els títols estatals a l'aire lliure i en pista coberta, repetint així l'èxit del 2009 en guanyar cinc títols en un any.
La temporada de 2012 la començà tot proclamant-se campió del món en pista coberta per sisena vegada consecutiva el 17 de març a Milà (abans i tot que acabés aquest campionat), després d'haver-ne guanyat totes les proves disputades fins al moment. El 8 de juliol guanyà el Trial d'Itàlia i es proclamà Campió del Món a l'aire lliure a manca de dues proves per al final del campionat, aconseguint així el seu dotzè títol mundial i igualant el rècord de 12 que tenia Dougie Lampkin.

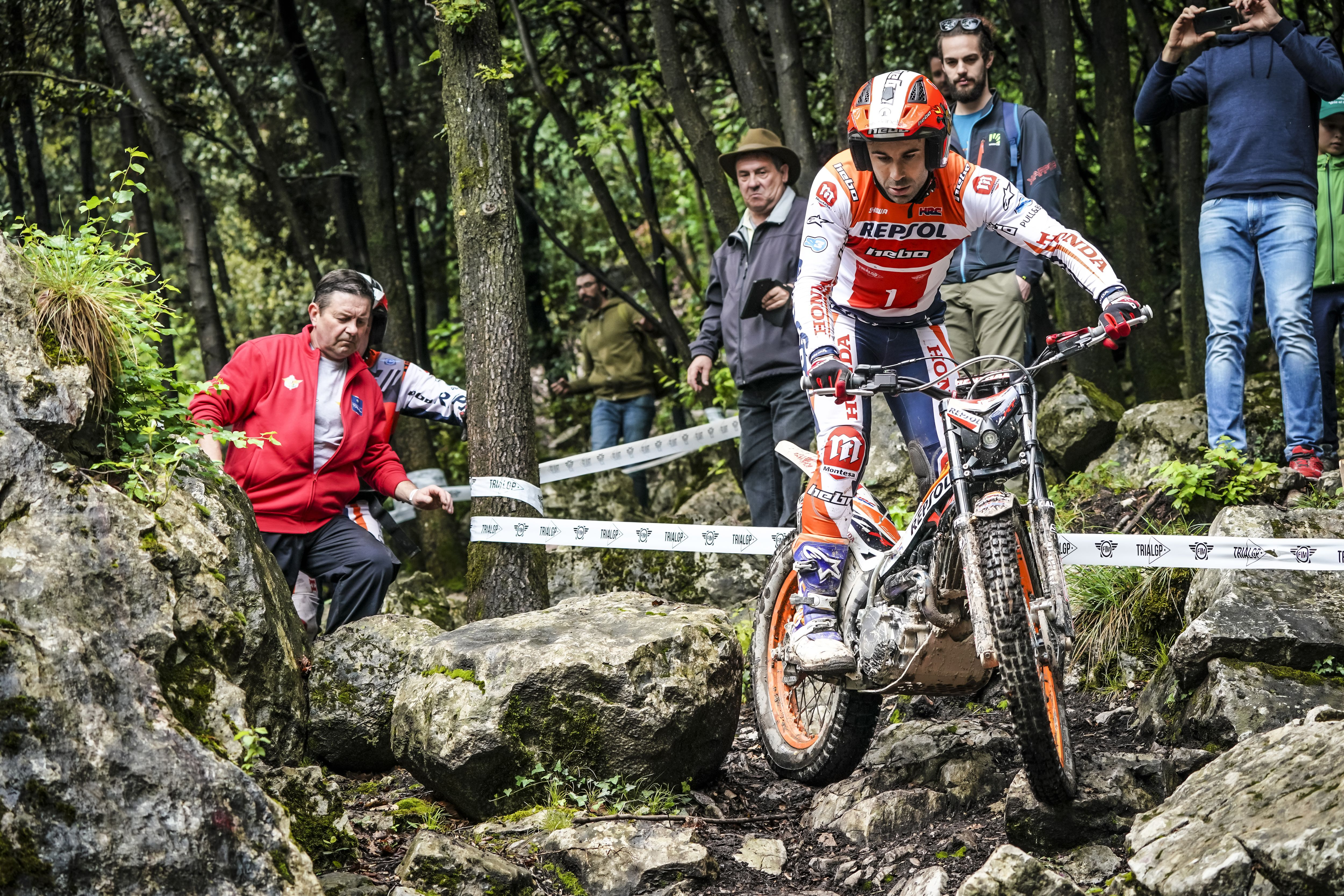
Toni Bou durant el mundial del

La temporada de 2013 aconseguí el seu setè títol mundial en pista coberta consecutiu, i també el setè títol consecutiu a l'aire lliure, assolint d'aquesta manera un total de 14 campionats mundials guanyats, xifra que el convertia en el millor pilot de trial de tots els temps. Bou guanyà aquest campionat superant en els darrers trams del Gran Premi de França a Adam Raga, campió els anys 2005 i 2006.
El març de 2014 es proclamà Campió del Món de trial en pista coberta per vuitena vegada consecutiva i el setembre, va fer el mateix al mundial de trial a l'aire lliure. El 2015 revalidà de nou ambdós títols i n'acumulà un total de 18.
Entre el 2016 i el 2024, Toni Bou va seguir revalidant anualment els seus títols de campió del món i les victòries al Trial de les Nacions, a més de guanyar també el campionat d'Espanya en les edicions en què hi participà. A data de març del 2025 acumulava un total de 37 títols de campió del món de trial (18 a l'aire lliure i 19 en pista coberta).

## Palmarès

### Biketrial

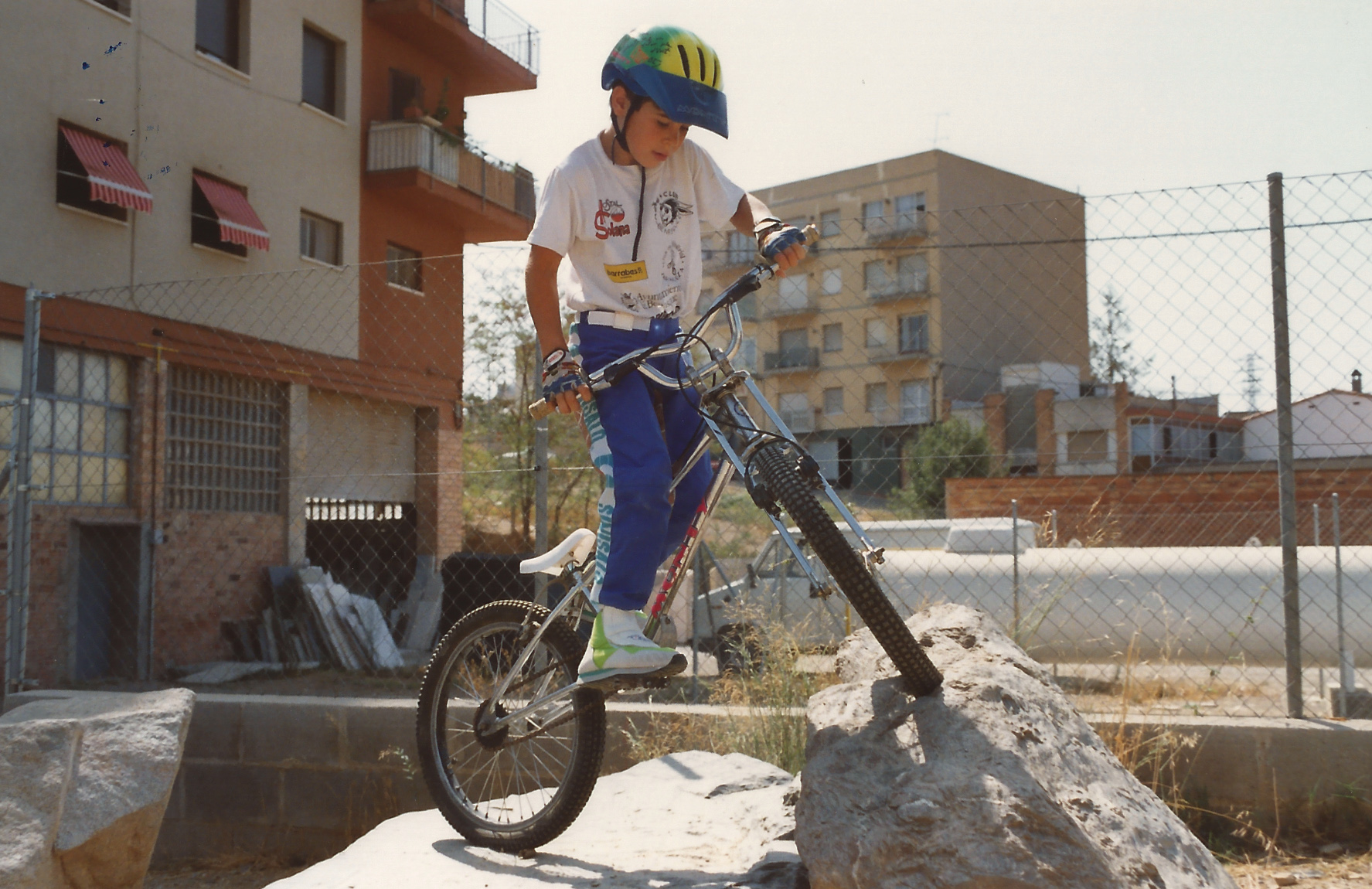
Toni Bou amb la Monty de biketrial el 1994

| Any          | Categoria    | C. del Món | C. d'Esp. | C. de Cat. |
| ------------ | ------------ | ---------- | --------- | ---------- |
| 1994         | Promeses     | -          |           | 1r         |
| 1995         | Poussin      | 2n         |           |            |
| 1996         | Poussin      | 2n         |           |            |
| 1997         | Benjamin     | 9è         | 1r        |            |
| 1998         | Benjamin     | 2n         |           |            |
| 1999         | Minime       | 2n         |           |            |
| 2000         | Minime       | 1r         |           |            |
| Total títols | Total títols | 1          | 1         | 1          |

### Trial
A 22 d'abril de 2025
| Any          | Motocicleta  | C. del Món outdoor | C. del Món indoor | TDN outdoor | TDN indoor | C. d'Esp. outdoor | C. d'Esp. indoor | Altres                  | Títols |
| ------------ | ------------ | ------------------ | ----------------- | ----------- | ---------- | ----------------- | ---------------- | ----------------------- | ------ |
| 2001         | Beta         | -                  | -                 | -           | -          | 1r Júnior         | -                |                         | 1      |
| 2002         | Beta         | -                  | -                 | -           | -          | 11è               | -                | Campió d'Europa juvenil | 1      |
| 2003         | Beta         | 13è                | -                 | -           | -          | 8è                | 5è               | Campió d'Europa         | 1      |
| 2004         | Beta         | 9è                 | -                 | -           | -          | 11è               | 4t               |                         | -      |
| 2005         | Beta         | 5è                 | 7è                | 1r          | -          | 4t                | 2n               |                         | 1      |
| 2006         | Beta         | 5è                 | 3r                | 1r          | 1r         | 1r                | 3r               |                         | 3      |
| 2007         | Montesa      | 1r                 | 1r                | 1r          | 1r         | 2n                | 2n               |                         | 4      |
| 2008         | Montesa      | 1r                 | 1r                | 1r          | 1r         | 2n                | 3r               |                         | 4      |
| 2009         | Montesa      | 1r                 | 1r                | 1r          | -          | 1r                | 1r               |                         | 5      |
| 2010         | Montesa      | 1r                 | 1r                | 1r          | -          | 2n                | 1r               |                         | 4      |
| 2011         | Montesa      | 1r                 | 1r                | 1r          | -          | 1r                | 1r               |                         | 5      |
| 2012         | Montesa      | 1r                 | 1r                | 1r          | 1r         | 1r                | 1r               |                         | 6      |
| 2013         | Montesa      | 1r                 | 1r                | 1r          | -          | 1r                | 1r               |                         | 5      |
| 2014         | Montesa      | 1r                 | 1r                | 1r          | -          | 1r                | -                |                         | 4      |
| 2015         | Montesa      | 1r                 | 1r                | 1r          | 1r         | 1r                |                  |                         | 5      |
| 2016         | Montesa      | 1r                 | 1r                | 1r          | 1r         | 1r                | -                |                         | 5      |
| 2017         | Montesa      | 1r                 | 1r                | 1r          | 1r         | 1r                | -                |                         | 5      |
| 2018         | Montesa      | 1r                 | 1r                | 1r          | 1r         | 1r                | -                |                         | 5      |
| 2019         | Montesa      | 1r                 | 1r                | 1r          | 1r         | 1r                | -                |                         | 5      |
| 2020         | Montesa      | 1r                 | 1r                | -           | 1r         | -                 | -                |                         | 3      |
| 2021         | Montesa      | 1r                 | 1r                | 1r          | -          | -                 | -                |                         | 2      |
| 2022         | Montesa      | 1r                 | 1r                | 1r          | -          | -                 | -                |                         | 3      |
| 2023         | Montesa      | 1r                 | 1r                | 1r          | -          | -                 | -                |                         | 3      |
| 2024         | Montesa      | 1r                 | 1r                | 1r          | -          | -                 | -                |                         | 3      |
| 2025         | Montesa      |                    | 1r                |             | 1r         |                   | -                |                         | 1      |
| Total títols | Total títols | 18                 | 19                | 19          | 11         | 12                | 5                | 2                       | 86     |
|              |              | 37 mundials        | 37 mundials       | 30 tdn      | 30 tdn     | 17 estatals       | 17 estatals      |                         |        |

Notes
1. 1 2  La classificació consignada a TDN fa referència a la posició final obtinguda per l'equip estatal
2. ↑  Al total de títols s'hi compten tots els campionats estatals o internacionals guanyats, incloent-hi el TDN

## Resultats al Mundial de trial
A 1 de gener de 2024.
Nota.- Es mostren els resultats obtinguts a partir del 2007.

### Outdoor
Font:
| Any  | Equip   | 1     | 2     | 3     | 4     | 5     | 6     | 7     | 8     | 9     | 10    | 11    | 12    | 13    | 14    | 15    | 16    | 17    | 18    | Punts | Posició |
| ---- | ------- | ----- | ----- | ----- | ----- | ----- | ----- | ----- | ----- | ----- | ----- | ----- | ----- | ----- | ----- | ----- | ----- | ----- | ----- | ----- | ------- |
| 2007 | Montesa | ESP 1 | GUA 1 | GUA 1 | FRA 1 | JPN 1 | JPN 2 | ITA 1 | POL 1 | CZE 2 | GBR 1 | AND 1 |       |       |       |       |       |       |       | 214   | 1r      |
| 2008 | Montesa | LUX 1 | IRL 2 | USA 2 | USA 1 | JPN 1 | JPN 1 | FRA 2 | ITA 1 | CZE 2 | SWE 2 | POR 1 | ESP 1 |       |       |       |       |       |       | 225   | 1r      |
| 2009 | Montesa | IRL 2 | IRL 1 | POR 1 | GBR 1 | GBR 1 | JPN 1 | JPN 1 | ITA 3 | AND 3 | ESP 1 | FRA 4 |       |       |       |       |       |       |       | 200   | 1r      |
| 2010 | Montesa | ESP 1 | POR 1 | POR 4 | JPN 1 | JPN 2 | GBR 1 | GBR 3 | FRA 1 | RSM 1 | ITA 1 | CZE 3 |       |       |       |       |       |       |       | 200   | 1r      |
| 2011 | Montesa | GER 1 | FRA 3 | FRA 1 | ESP 1 | AND 1 | ITA 1 | GBR 2 | JPN 1 | JPN 3 | FRA 2 | FRA 1 |       |       |       |       |       |       |       | 204   | 1r      |
| 2012 | Montesa | FRA 2 | FRA 1 | AUS 1 | AUS 1 | JPN 1 | JPN 1 | ESP 1 | ESP 1 | AND 1 | AND 4 | ITA 1 | GBR 1 | GBR 1 |       |       |       |       |       | 250   | 1r      |
| 2013 | Montesa | JPN 1 | JPN 3 | USA 2 | USA 2 | AND 2 | AND 1 | ESP 1 | ITA 1 | CZE 2 | GBR 1 | GBR 1 | FRA 3 | FRA 1 |       |       |       |       |       | 238   | 1r      |
| 2014 | Montesa | AUS 2 | AUS 1 | JPN 2 | JPN 2 | EUR - | EUR 2 | ITA 1 | BEL 1 | GBR 1 | GBR 1 | FRA 2 | ESP 1 | ESP 1 |       |       |       |       |       | 225   | 1r      |
| 2015 | Montesa | JPN 1 | JPN 1 | CZE 1 | CZE 1 | SWE 1 | SWE 1 | GBR 1 | GBR 1 | FRA 1 | FRA 2 | AND 2 | AND 2 | USA 1 | USA 1 | POR 1 | POR 1 | ESP 2 | ESP 2 | 345   | 1r      |
| 2016 | Montesa | SPA 2 | SPA 1 | JPN 2 | JPN 1 | GER 1 | GER 1 | AND 1 | AND 1 | FRA 1 | FRA 3 | BEL 1 | GBR 1 | GBR 1 | ITA 1 | ITA 1 |       |       |       | 289   | 1r      |
| 2017 | Montesa | SPA 1 | JPN 1 | JPN 1 | AND 3 | FRA 1 | GBR 1 | USA 1 | USA 1 | CZE 2 | ITA 1 |       |       |       |       |       |       |       |       | 192   | 1r      |
| 2018 | Montesa | SPA 1 | JPN 4 | JPN 2 | AND 1 | POR 1 | FRA 1 | BEL 1 | GBR 1 | ITA 1 |       |       |       |       |       |       |       |       |       | 170   | 1r      |
| 2019 | Montesa | ITA 1 | JPN 1 | JPN 1 | NED 1 | BEL 1 | POR 1 | FRA 1 | ESP 1 |       |       |       |       |       |       |       |       |       |       | 160   | 1r      |
| 2020 | Montesa | FRA 1 | FRA 3 | ESP 1 | ESP 1 | AND 2 | AND 1 | ITA 1 | ITA 1 |       |       |       |       |       |       |       |       |       |       | 152   | 1r      |
| 2021 | Montesa | ITA 1 | ITA 2 | FRA 1 | AND 1 | AND 3 | FRA 1 | ESP 1 | ESP 1 | POR 1 |       |       |       |       |       |       |       |       |       | 172   | 1r      |
| 2022 | Montesa | SPA 2 | SPA 1 | AND 2 | AND 1 | GER 1 | GER 1 | BEL 1 | FRA 1 | ITA 2 | ITA 1 |       |       |       |       |       |       |       |       | 191   | 1r      |
| 2023 | Montesa | SPA 2 | SPA 1 | POR 1 | POR 2 | JPN 1 | JPN 2 | RSM 1 | RSM 1 | AND 1 | AND 1 | ITA 1 | ITA 1 | FRA 1 | FRA 1 |       |       |       |       | 271   | 1r      |

### Indoor

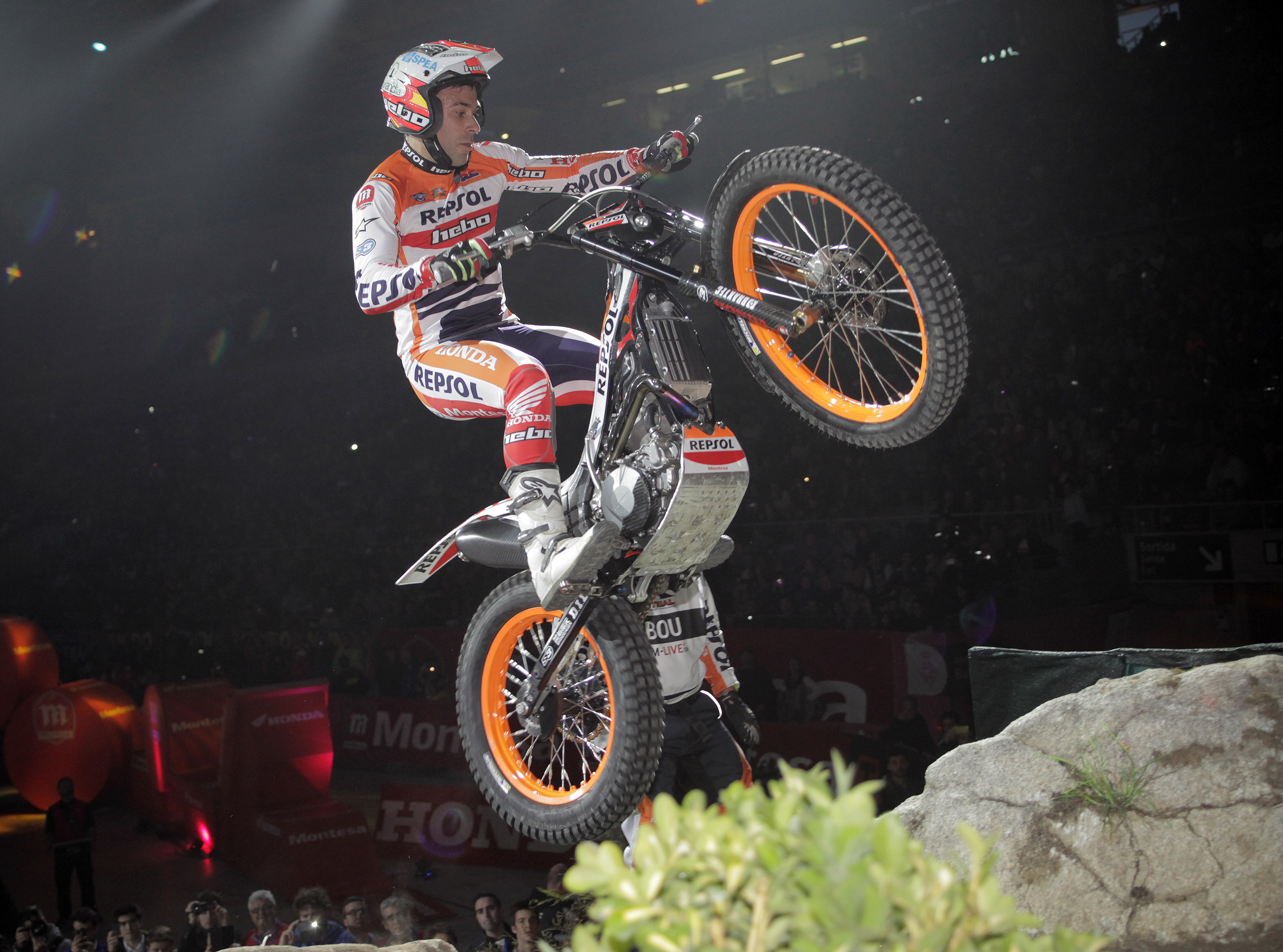
Toni Bou al Trial Indoor de Barcelona durant el mundial del 2017

Font:
| Any  | Equip   | 1     | 2     | 3     | 4     | 5     | 6     | 7     | 8     | Punts | Posició |
| ---- | ------- | ----- | ----- | ----- | ----- | ----- | ----- | ----- | ----- | ----- | ------- |
| 2007 | Montesa | ESP 1 | RUS 1 | FRA 6 | ESP 1 | POR 1 | ITA 2 | ESP 2 | ESP 2 | 67    | 1r      |
| 2008 | Montesa | FRA 1 | ESP 2 | ESP 1 | ITA 1 | ESP 1 |       |       |       | 48    | 1r      |
| 2009 | Montesa | GBR 1 | FRA 2 | ESP 1 | ITA 1 | ESP 1 |       |       |       | 38    | 1r      |
| 2010 | Montesa | GBR 1 | FRA 2 | ESP 1 | ESP 1 | ESP 1 |       |       |       | 95    | 1r      |
| 2011 | Montesa | ITA 1 | FRA 1 | ESP 1 | SUI 1 | ESP 1 | ITA 1 |       |       | 120   | 1r      |
| 2012 | Montesa | FRA 1 | SUI 1 | FRA 1 | ESP 1 | ESP 1 | ITA 1 | FRA 1 |       | 140   | 1r      |
| 2013 | Montesa | GBR 1 | ESP 1 | ESP 1 | GER 1 | FRA 1 |       |       |       | 100   | 1r      |
| 2014 | Montesa | GBR 1 | FRA 1 | ESP 1 | ITA 1 | ESP 1 |       |       |       | 100   | 1r      |
| 2015 | Montesa | GBR 1 | FRA 1 | FRA 2 | ESP 1 | AUT 1 | ESP 3 |       |       | 107   | 1r      |
| 2016 | Montesa | GBR 2 | ESP 1 | FRA 1 | AUT 1 |       |       |       |       | 75    | 1r      |
| 2017 | Montesa | ESP 1 | AUT 1 | FRA 1 | FRA 1 |       |       |       |       | 80    | 1r      |
| 2018 | Montesa | VEN 1 | MON 1 | TOU 1 | STR 1 | BAR 1 | PAR 5 | BUD - |       | 106   | 1r      |
| 2019 | Montesa | HUN 1 | BAR 2 | BIL 1 | GRA 1 | MAR 1 | AND 1 |       |       | 100   | 1r      |
| 2020 | Montesa | REU 1 | REN 1 | BUD 1 | BAR 1 | BIL 1 |       |       |       | 100   | 1r      |
| 2021 | Montesa | AND 1 | BAR 1 |       |       |       |       |       |       | 40    | 1r      |
| 2022 | Montesa | NIC 1 | CHA 1 | MAD 1 | BAR 1 | AND 2 |       |       |       | 104   | 1r      |
| 2023 | Montesa | BAR 1 | WIE 2 | PAM 1 | BOR 1 | AND 1 | MAD 1 | VEN 1 |       | 127   | 1r      |

1. ↑  Desomptat el pitjor resultat.